# 鸡足葡萄
鸡足葡萄（学名：Vitis lanceolatifoliosa）是葡萄科葡萄属的植物。分布于中国大陆的江西、湖南、广东等地，生长于海拔600米至800米的地区，一般生长在溪边灌丛中、山坡及疏林，目前尚未由人工引种栽培。

## 别名
狭复叶葡萄（广西植物志）